# Франсиско Ернандес
Франсиско Ернандес (на испански: Francisco Hernández) (известен и като Франсиско Ернандес от Толедо) е испански лекар и естествоизпитател.

## Биография
Роден е през 1514 г. в Ла Пуебла де Монталбан, провинция Толедо. Завършва медицина в Университета в Алкала. В манастира в Гуаделупа натрупва знания по анатомия. Пътува през Андалусия и Естремадура, като добива нови познания за разни растителни видове. Прави своите изследвания в ботаническата градина в Гуаделупа. Превежда енциклопедията на Плиний Стари, съставена от 37 тома.

## Наука
В своите трудове описва повече от 3000 различни видове билки. Много от тези видове открива при пътуването си до Филипините и до други острови. Дава подробно описание на над 500 вида животни, 230 вида птици и 12 вида минерали.

## Публикации
- Quatro libros de naturaleza y virtudes de plantas y animales (1615)